# 6. orožniški polk (Avstrijsko cesarstvo)
6. orožniški polk je bil polk avstrijskega orožništva.

## Zgodovina
Polk je bil ustanovljen 18. januarja 1850, pri čemer je bil zadolžen za področje Ogrske.
Leta 1854 so razdelili polkovno področje, pri čemer so ustanovili nov 19. orožniški polk, ki je imel sedež v Šopronu.
V sklopu reorganizacije, ki jo je 11. julija ukazal notranji minister in 8. avgusta 1860 nato še generalni inšpektor orožništva, je bil polk zadolžen za področje Ogrske, pri čemer je polkovni štab ostal v Budimpešti.
Polk je bil razpuščen v reorganizaciji leta 1866, ko so razpustili vse polke in ustanovili deželna orožniška poveljstva.